# تپه شینستان
تپه شینستان مربوط به اواخر است و در شهرستان خدابنده، بخش سجاسرود، روستای مجیدآباد واقع شده و این اثر در تاریخ ۱۲ بهمن ۱۳۸۱ با شمارهٔ ثبت ۷۴۲۰ به‌عنوان یکی از آثار ملی ایران به ثبت رسیده است.